# When Youth Is Ambitious
When Youth Is Ambitious è un cortometraggio muto del 1915 diretto da Joseph Kaufman. Prodotto dalla Lubin e distribuito dalla General Film Company, il film era interpretato da Robert Cain, Mary Charleson, Francis Joyner, Francis Joyner, Rosetta Brice.

## Produzione
Il film fu prodotto dalla Lubin Manufacturing Company.

## Distribuzione
Distribuito dalla General Film Company, il film - un cortometraggio in due bobine - uscì nelle sale statunitensi il 21 ottobre 1915.